# Gleisi Hoffmann
Gleisi Helena Hoffmann (Curitiba, 6 de setembro de 1965) é uma advogada e política brasileira, filiada ao Partido dos Trabalhadores (PT) e atual ministra-chefe da Secretaria de Relações Institucionais da presidência da República. É deputada federal pelo Paraná, encontrando-se licenciada, e foi presidente nacional do seu partido entre 2017 e 2025.
Foi líder estudantil, chegando à presidência da União Paranaense dos Estudantes Secundaristas (UPES). Formada pela Faculdade de Direito de Curitiba, exerceu diversos cargos no Legislativo e no Executivo entre 1988 e 2003 e foi diretora financeira da Itaipu Binacional de 2003 a 2006. Elegeu-se senadora da República pelo estado do Paraná em 2010, exercendo o mandato até 2019, e foi ministra-Chefe da Casa Civil de 2011 a 2014, no primeiro governo Dilma Rousseff.
No Senado Federal, presidiu em 2016 a Comissão de Assuntos Econômicos e, em outubro do mesmo ano, foi eleita vice-presidente da comissão de assuntos econômicos do Parlamento do Mercosul. Foi líder do seu partido na casa, deixando a representação após assumir a presidência do PT.
Em 2018 elegeu-se deputada federal e foi reeleita nas eleições de 2022, sendo a segunda mais votada no Paraná, atrás apenas do candidato Deltan Dallagnol (NOVO).

## Movimento estudantil e formação acadêmica
Gleisi recebeu educação básica no Colégio Nossa Senhora Esperança, administrado pelas irmãs bernardinas, onde permaneceu até a oitava série. Em seguida, integrou o Colégio Medianeira, de formação jesuítica. Gleisi considerou a educação recebida como uma fase importante da formação de suas convicções: "Fui estudar no Medianeira e fui estimulada pelo próprio colégio a pensar politicamente. Entendi que a visão cristã de igualdade e fraternidade poderia se materializar por meio da ação política." Durante a adolescência, influenciada pelo discurso da Teologia da Libertação, até pensou em seguir a vida como freira na sede do convento da Congregação do Colégio Nossa Senhora da Esperança, em Novo Hamburgo, no Rio Grande do Sul, mas foi impedida pelo pai.
Foi integrante da União Metropolitana dos Estudantes Secundaristas de Curitiba (Umesc) e ingressou no curso de Eletrotécnica no Centro Federal de Educação Tecnológica do Paraná (Cefet-PR), atual Universidade Tecnológica Federal do Paraná (UTFPR), onde desenvolveu a militância estudantil e foi eleita presidente da Umesc e, posteriormente, presidente da União Paranaense dos Estudantes Secundaristas (UPES) e ainda assumiu a direção da União Brasileira dos Estudantes Secundaristas (UBES). No Cefet, onde esteve um ano e meio, ajudou a reorganizar o Grêmio Estudantil após a redemocratização do Brasil.
Em 1987 iniciou o curso de direito na Faculdade de Direito de Curitiba. Após concluir a graduação, cursou MBA em Gestão de Organizações Públicas pela Universidade Federal de Mato Grosso do Sul (UFMS), em Campo Grande, em 2000, e especialização em Administração Financeira pela Faculdade de Administração e Economia do Paraná (FAE) em 2005, em Curitiba.
Realizou ainda diversos cursos, como, por exemplo, de Orçamento Público pela Associação Brasileira de Orçamento Público (ABOP), em Curitiba, em 1997, Gestão de Finanças Públicas pela Escola Superior de Assuntos Fazendários do Ministério da Fazenda (ESAF/MF), em 2000, e Finanças Públicas e Programação Financeira, pelo Instituto do Fundo Monetário Internacional (FMI), em Brasília, em 2000.

## Carreira profissional
Advogada, atuou como assessora na Assembleia Legislativa do Paraná (ALEP) de 1988 a 1989, na Câmara Municipal de Curitiba de 1989 a 1993 e na Câmara dos Deputados no Congresso Nacional, em Brasília, de 1993 a 1998.
Ainda durante o período de sua graduação, passou a atuar como assessora parlamentar na Assembleia Legislativa do Paraná em 1988. Em seguida, integrou a assessoria do então vereador Jorge Samek (MDB), de Curitiba, o mesmo que a levou para a Itaipu Binacional e, mais tarde, ao Partido dos Trabalhadores (PT). Na câmara teve contato com associações de bairros e com movimentos populares da região metropolitana da capital paranaense.
Em 1993, Gleisi foi convidada para trabalhar em Brasília, onde conheceu Paulo Bernardo, com quem se casaria em 1998. Quando o então ex-deputado federal Lula era presidente do PT, foi assessora parlamentar no Congresso Nacional, participando da equipe de técnicos da Comissão de Orçamento e também colaborou com a equipe do Instituto de Cidadania.
Em 1999 foi nomeada diretora de Administração e Finanças e Secretária Executiva de Gestão Financeira do estado do Mato Grosso do Sul, ocupando o cargo até o ano de 2000 e, ainda no mesmo estado, foi nomeada para a Secretaria Extraordinária Estadual de Reestruturação e Ajuste, em 2001, durante a gestão do governador Zeca do PT, na qual promoveu corte de gastos e de cargos comissionados. Em 2001, foi nomeada para comandar a pasta da Secretaria Municipal de Gestão Pública da prefeitura de Londrina, no norte do Paraná, na gestão de Nedson Luiz Micheleti. Em Londrina iniciou a discussão do plano de carreira para os servidores da prefeitura e estabeleceu o pregão eletrônico, gerando uma economia de aproximadamente em 30% nos gastos municipais.

## Carreira política
O primeiro contato com o mundo político foi com o seu avô, que a influenciou inicialmente, despertando assim o seu interesse por política e movimentos sociais. Em 1983, aos 17 anos, Gleisi teve o Partido Comunista do Brasil (PCdoB) como o primeiro partido político, influência de sua atuação no período do movimento estudantil. Nessa época, recebeu influências de seus livros de cabeceira, As Veias Abertas da América Latina, de Eduardo Galeano, e Manifesto Comunista, de Karl Marx e Friedrich Engels, conforme revelação ao jornalista Aroldo Murá Haygert no livro Vozes do Paraná 2.
O vereador Jorge Samek foi para o PT em 1989 e convidou Gleisi para filiar-se ao partido fundado em São Paulo. A então assessora aceitou ao convite e filiou-se ao movimento de esquerda fundado por militantes, sindicalistas e intelectuais de oposição à Ditadura Militar. Integrante então do PT desde 1989, compôs, de 2002 a 2003, a equipe de transição de governo de Luiz Inácio Lula da Silva. Sua aproximação com o governo federal rendeu a sua nomeação em 2003 para o cargo de diretora financeira da Itaipu Binacional, quando a entidade passou a ser presidida por Samek. A direção era responsável, naquela época, por um orçamento anual superior a 3 bilhões de dólares, executando movimentações em três moedas diferentes: Real, Guarani e Dólar.
Em Itaipu, foi a primeira mulher a ter cargo de diretora e desenvolveu ações de responsabilidade social para funcionários, para a comunidade de Foz do Iguaçu e do Paraguai, atuando na reestruturação do Hospital Ministro Costa Cavalcanti e na criação da Casa Abrigo, voltado a mulheres e crianças vítimas de violência doméstica. Ali, na fronteira, permaneceu até início de 2006, ano em que disputaria seu primeiro cargo eletivo no Paraná. Na disputa por uma vaga ao Senado Federal não obteve êxito apesar de expressiva votação, ficando em segunda colocação com 45% dos votos válidos e perdendo para a reeleição de Alvaro Dias.
Gleisi foi ganhando espaço politicamente, principalmente dentro do partido, tornando-se Secretária Estadual de Mulheres e membro do Diretório Nacional do PT. Em 2008 consolida-se como um importante nome no cenário do PT paranaense, sendo eleita presidente do partido no Paraná. Em 2009 foi responsável por reorganizar o partido no estado, percorrendo mais de 200 municípios.

### Candidata a Prefeitura de Curitiba
Em 2008 candidatou-se à prefeitura de sua cidade natal, Curitiba, obtendo o segundo lugar com 18,17% do votos nas eleições de 5 de outubro de 2008, sendo derrotada por Beto Richa do Partido da Social Democracia Brasileira (PSDB). A disputa ficou polarizada entre Richa e Hoffmann, concorrendo também ao comando do executivo municipal candidatos como: Carlos Moreira Júnior do PMDB (1,90% dos votos), Maurício Furtado do PV (0,88% dos votos) e Ricardo Gomyde do PCdoB (0,71% dos votos).

### Senadora pelo Paraná

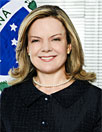
Foto oficial como Senadora

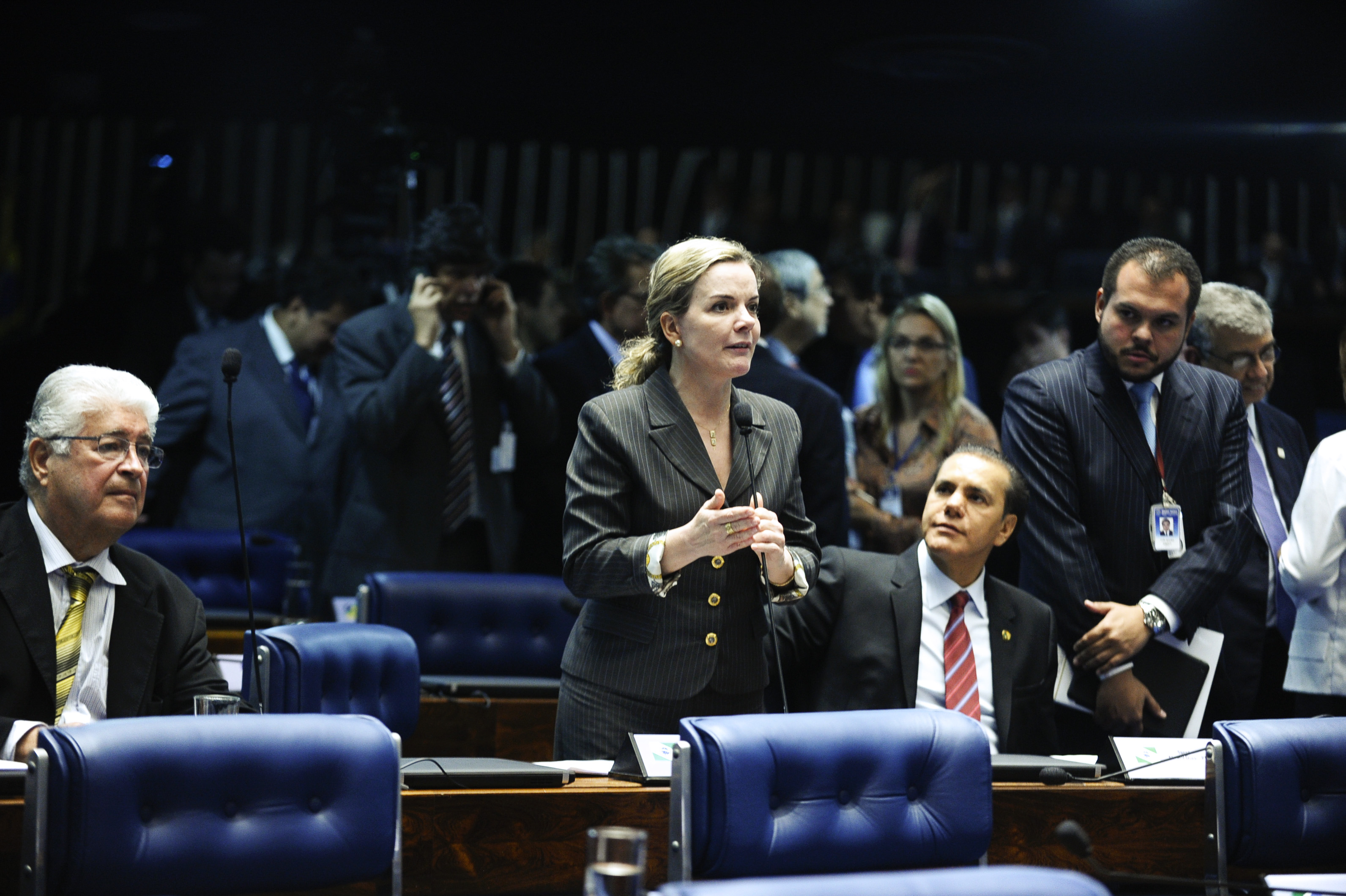
Pronunciamento da Senadora Gleisi Hoffmann no plenário do Senado durante sessão deliberativa ordinária.

Em 2010 disputou novamente o cargo de senadora, elegendo-se desta vez como a primeira mulher no Paraná e a mais votada no pleito, juntamente com Roberto Requião (PMDB), que obteve o segundo lugar. Seu primeiro suplente foi Sérgio Souza, do Partido do Movimento Democrático Brasileiro (PMDB), e seu segundo suplente foi Pedro Irno Tonelli (PT).
Quando senadora, criou um projeto de lei que extingue os 14º e 15º salários dos parlamentares. Depois de dois anos em tramitação no Congresso, o projeto foi aprovado pela casa em fevereiro de 2013. O projeto previu uma redução nos custos de quase R$32 milhões.
Em novembro de 2015, votou contra a prisão de Delcídio Amaral. Já em 8 de março de 2016, a Comissão de Assuntos Econômicos (CAE) do Senado elegeu a senadora para presidir o colegiado em substituição ao senador petista Delcídio do Amaral (MS).
Gleisi se posicionou contrária ao impeachment de Dilma Rousseff e declarou que o Senado Federal não tinha moral para julgar a Presidente, o que gerou revolta em muitos senadores. Por causa do ocorrido, a senadora Ana Amélia (PP-RS) chegou a entrar com uma representação contra Gleisi no Conselho de Ética do Senado.
Em fevereiro de 2017 foi escolhida pelo seus correligionários para liderar a bancada do PT no Senado durante o ano de 2017, substituindo o senador Humberto Costa (PE). No mesmo mês, Gleisi se posicionou contrária ao foro privilegiado. "Minha posição pessoal – não como bancada –, eu sou contra o foro privilegiado. Acho que todos têm que ter o mesmo tratamento perante a Justiça, independente do cargo que ocupam, e a Justiça não tem que fazer política. Em segundo lugar, acho que o Congresso tem que debater, o Supremo está legislando muito.", afirmou.

### Ministra-chefe da Casa Civil

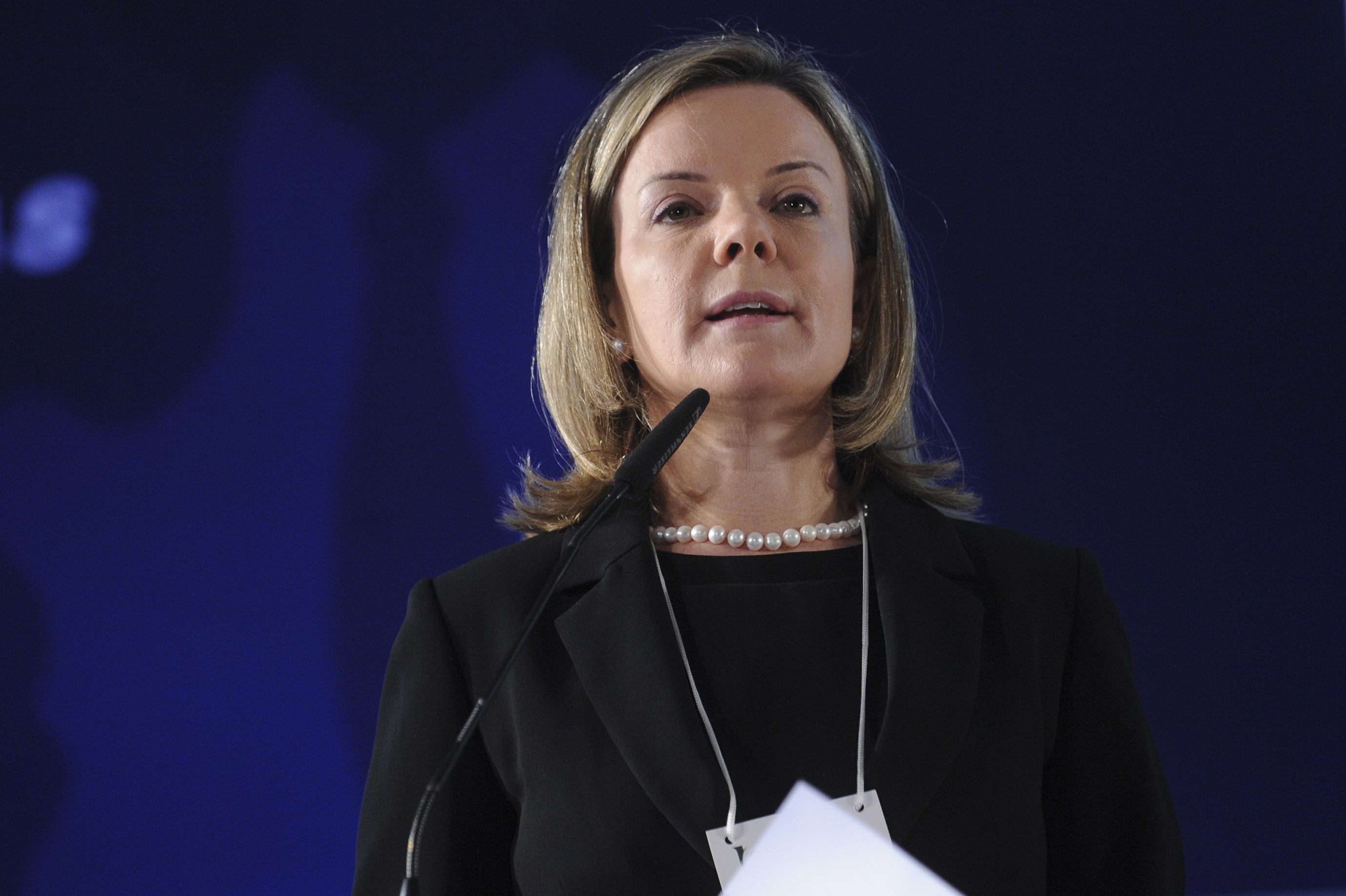
Gleisi Hoffmann na 10 ª edição do Congresso Internacional Brasil Competitivo em 2012

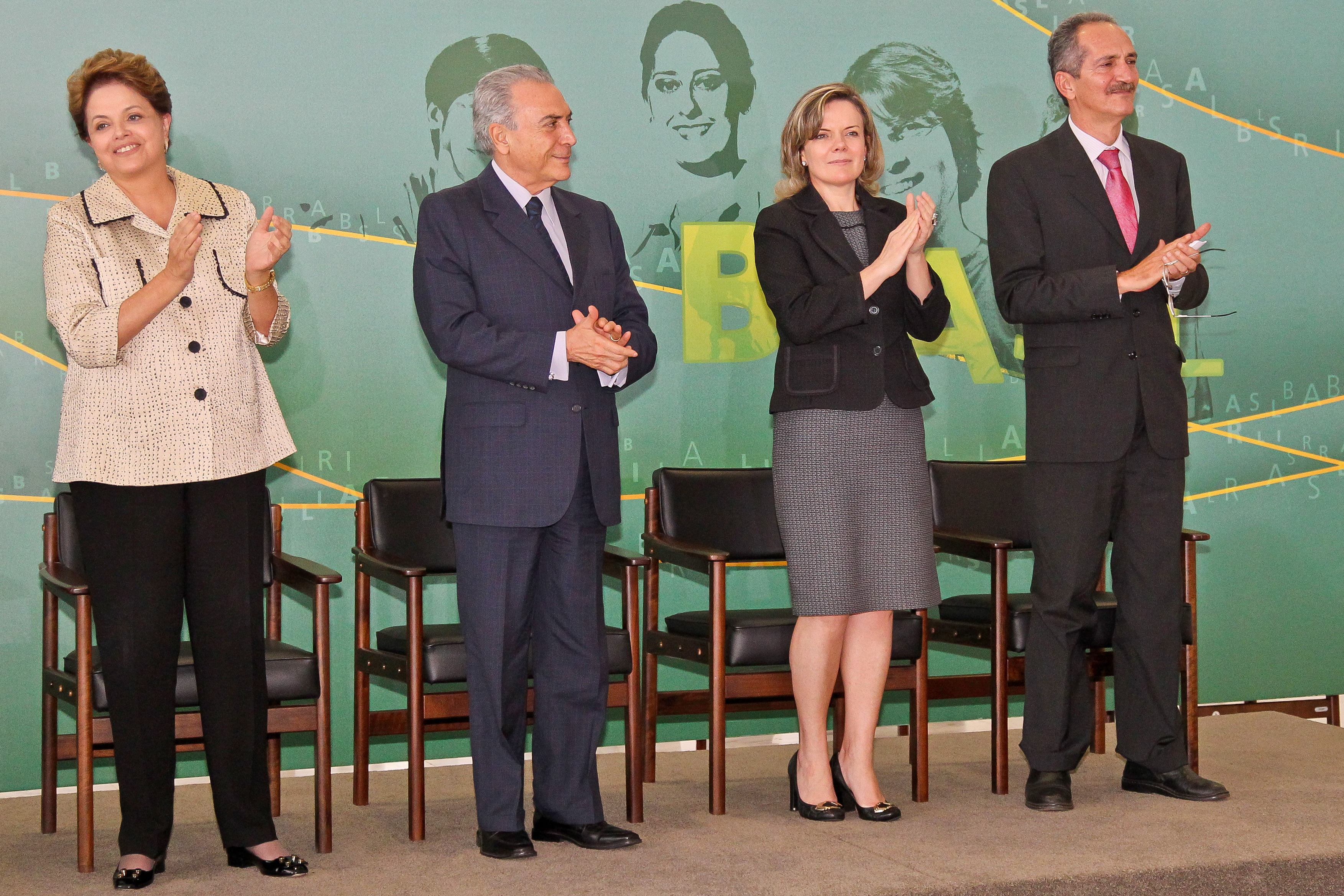
Ministra Gleisi Hoffmann e a Presidenta Dilma Rousseff durante cerimônia de posse do ministro do Esporte, Aldo Rebelo.

Com o pedido de demissão de Antonio Palocci em 7 de junho de 2011, Gleisi foi, no mesmo dia, indicada ministra-chefe da Casa Civil, e tomou posse no dia seguinte em cerimônia no Palácio do Planalto. Em sua vaga no Senado Federal assumiu seu primeiro suplente Sérgio Souza (PMDB).
Classificada como de perfil técnico, a ministra em uma análise pessoal de seu desempenho na administração federal indagou sua pouca experiência naquele âmbito e lamentou não poder concluir todas a propostas pertinentes, como finalizar as concessões de rodovias e aeroportos.
Gleisi afirmou em dezembro de 2013 que a presidente Dilma Rousseff pretendia realizar uma reforma ministerial em 2014 e que provavelmente iria deixar a pasta, podendo concorrer as eleições ao governo do Paraná. Gleisi deixou a Casa Civil em fevereiro de 2014 e retornou ao Senado. Foi sucedida por Aloizio Mercadante.

### Candidata ao governo do Paraná
Em março de 2014, em comitiva com o ex-presidente Luiz Inácio Lula da Silva, foi anunciada a pré-candidatura de Gleisi ao governo do Paraná. Na eleição de 2014, foi candidata ao governo do Estado pela coligação Paraná Olhando pra Frente, formada pelo PT, Partido Democrático Trabalhista (PDT), PCdoB, Partido Trabalhista Nacional (PTN) e pelo Partido Republicano Brasileiro (PRB), tendo o médico Haroldo Ferreira, do PDT, como companheiro de chapa. A dupla alcançou 881.857 votos no primeiro turno (14.87% do total de votos válidos), terminando a disputa na terceira colocação, atrás do governador Beto Richa, que acabou reeleito, e do senador Requião.

### Presidência do PT

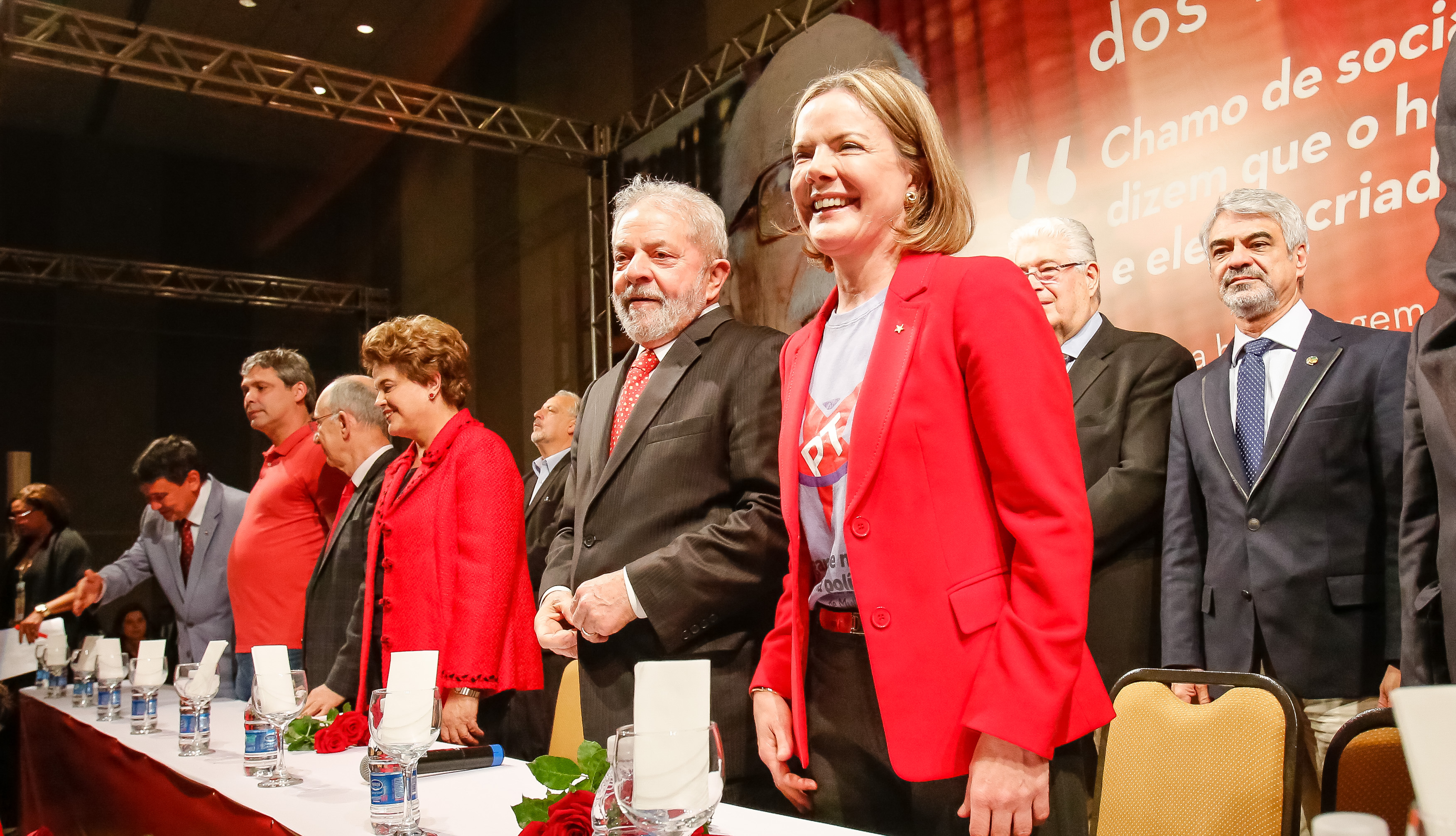
Cerimônia de posse de Gleisi na presidência do PT

Em abril de 2017, Gleisi foi lançada ao comando da sigla pela corrente majoritária Construindo um novo Brasil (CNB), com o apoio do ex-presidente Lula. A eleição ocorreu durante o 6º Congresso Nacional do Partido dos Trabalhadores, que aconteceu no início de junho. Teve como adversário na disputa o senador fluminense Lindberg Farias, do campo Muda PT.
Acabou eleita em 3 de junho ao receber os votos de 61% dos delegados, substituindo, portanto, Rui Falcão e tornando-se a primeira mulher na presidência nacional do partido, com mandato até 2019. Durante o seu primeiro momento de fala como presidente, Gleisi ressaltou: "tenho uma grande responsabilidade por ser a primeira mulher a presidir o PT." Hoffmann assumiu a presidência do partido em um contexto, em que a presidente Dilma Rousseff sofreu impeachment e que a força eleitoral da sigla foi reduzida significativamente, conforme mostraram as eleições municipais de 2016, o que gerou uma forte crise interna.

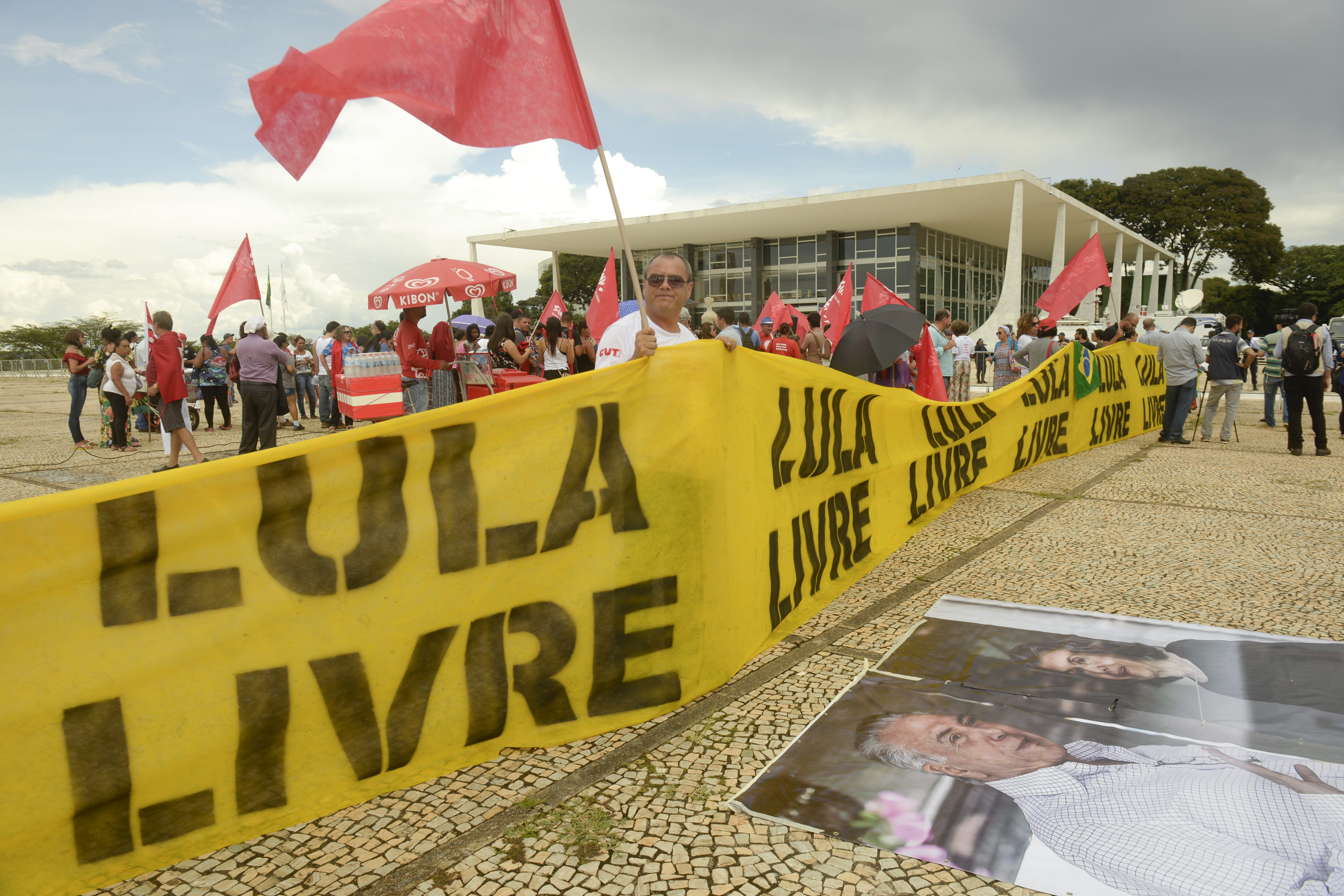
Manifestação em frente ao STF durante julgamento de habeas corpus preventivo para Lula

Foi durante sua gestão no comando do partido, que o ex-presidente Lula foi preso em regime fechado na sede da Polícia Federal em Curitiba. O PT e movimentos sociais se organizaram na criação Comitê Internacional de Solidariedade em Defesa de Lula e a Democracia no Brasil, mantendo vigília em frente à sede da PF, pedindo sua liberdade. Lula fez da petista uma "espécie de porta-voz" ao lado de fora da prisão. Durante a segunda condenação de Lula, Gleisi alega que "uma segunda condenação a jato foi proferida, exatamente quando cresce a possibilidade de Lula ser Nobel da Paz".
Como presidente do Partido dos Trabalhadores, Gleisi Hoffmann foi à posse de Nicolás Maduro como presidente da Venezuela em janeiro de 2019, o que causou críticas dentro e fora do PT, pela crise democrática enfrentada pelo país, sob o comando de Maduro.
Durante o 7º Congresso do partido, realizado novembro de 2019 na cidade de São Paulo, Gleisi foi reeleita presidente nacional do PT, com mandato até 2021. Candidata pela CNB, corrente majoritária, recebeu 71% dos votos, derrotando Margarida Salomão e Valter Pomar.
Em fevereiro de 2023, o Diretório Nacional do PT renovou os mandatos das direções nacional e estaduais do partido por dois anos, com isso, Gleisi continua na presidência do PT até 2025.

### Câmara dos Deputados

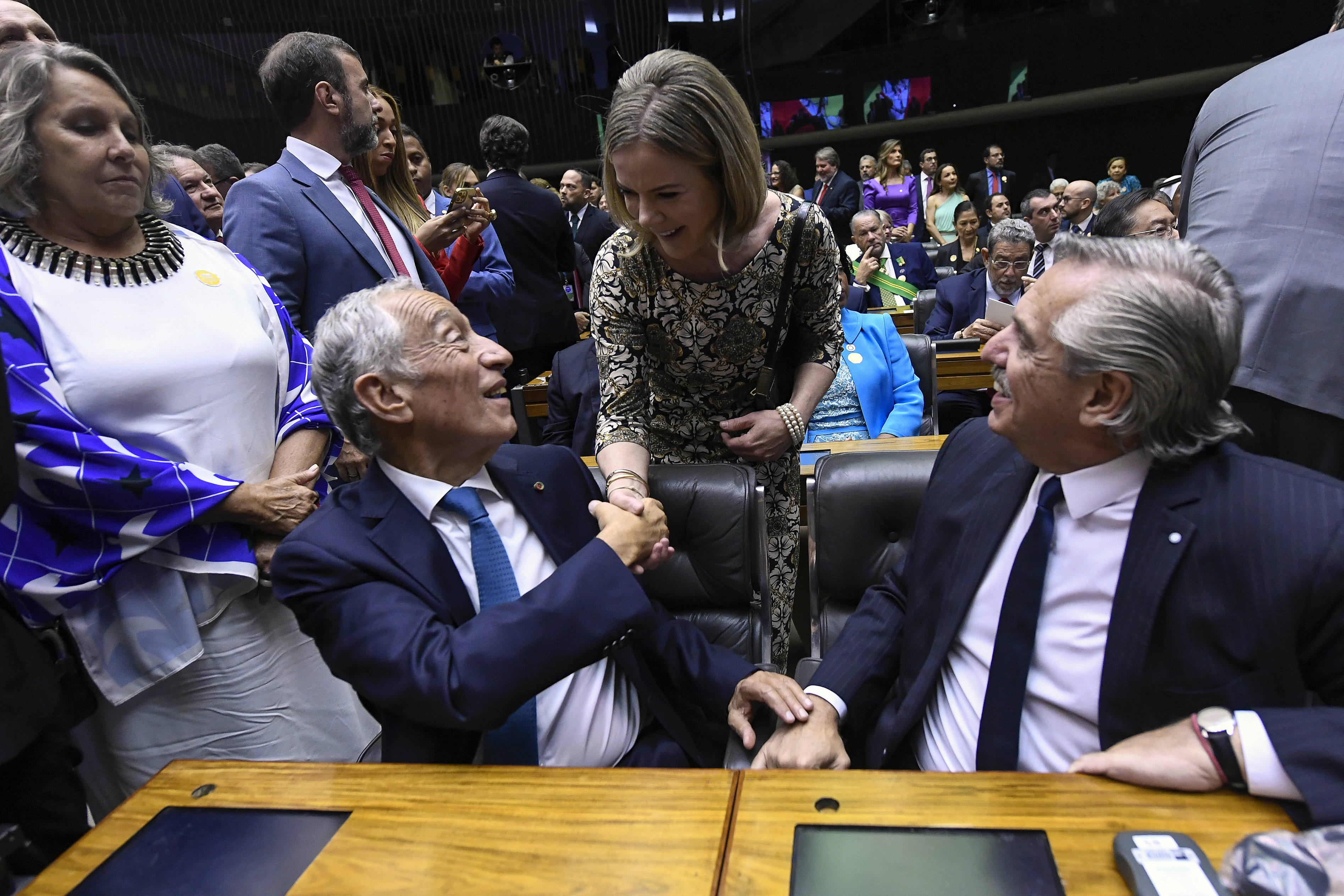
Deputada Gleisi Hoffmann cumprimenta parlamentares e autoridades estrangeiras na Posse Presidencial de Lula em 2023.

Nas eleições de 2018, foi eleita deputada federal. Foi a mulher mais votada como deputada federal pelo Paraná nas eleições de 2018, além de ter sido a terceira parlamentar mais votada no estado e a mais votada de seu partido (PT) no Paraná e em todo o Brasil. Respeitada entre os correligionários, no dia 1º de fevereiro de 2019 Hoffmann tomou posse como deputada federal pelo Paraná, sendo vaiada por adversários políticos juntamente com a colega Maria do Rosário.
Crítica ferrenha ao Governo Bolsonaro, a curitibana articulou com demais partidos a formação de um bloco de oposição e defendeu fazer um firme enfrentamento aos governistas. As primeiras propostas apresentadas pela congressista foram sobre a redução e fixação do valor de gás de cozinha, o aumento do salário mínimo e a isenção de imposto de renda para as pessoas físicas que recebem até cinco salários mínimos.
Na eleição presidencial em 2022 foi uma das principais articuladoras da campanha de Lula. Nas eleições estaduais foi reeleita deputada federal pelo Paraná, sendo a segunda deputada mais bem votada nas eleições no estado, com 261.242 votos.
No dia 17 de maio de 2023, Hoffmann e outros parlamentares ligados ao Movimento dos Trabalhadores Rurais Sem Terra (MST) foram indicados por Zeca Dirceu para participarem da oposição na CPI do MST.

### Ministra-chefe da Secretaria de Relações Institucionais
O Palácio do Planalto informou na sexta-feira (28 de fevereiro de 2025) que o presidente Luiz Inácio Lula da Silva (PT) convidou Hoffmann para assumir a Secretaria de Relações Institucionais da Presidência, pasta responsável pela articulação política do governo. Ela vai substituir Alexandre Padilha (PT/SP), que assumirá o Ministério da Saúde no lugar de Nísia Trindade Lima. A posse está marcada para 10 de março.
Em uma rede social, Lula comentou a escolha de Gleisi para a Secretaria de Relações Institucionais, afirmando que a parlamentar "vem para somar".

## Vida pessoal
De família de origem alemã, recebeu o nome de Gleisi em referência a Grace Kelly. Viveu a infância e adolescência na Vila Lindoia, bairro de Curitiba, ao lado do pai Júlio Hoffmann, da mãe Getúlia Adga e dos três irmãos: Bertoldo Paulo (engenheiro), Juliano Leônidas (veterinário) e Francis Mari (administradora de empresas).
A mãe, Dona Gegê como era mais conhecida, era cabeleireira e seu pai, já falecido, foi um agricultor nascido no norte de Santa Catarina e que morou trinta anos na capital paranaense onde foi representante comercial. Seu avô era o catarinense Bertholdo Hoffmann e seu bisavô foi o imigrante silesiano Julius Hoffmann.
O primeiro matrimônio de Gleisi Hoffmann foi com o jornalista Neilor Toscan, em 1990, e foram casados por seis anos. Em 1998 casou com o político Paulo Bernardo, e juntos tiveram dois filhos (João Augusto e Gabriela Sofia). Gleisi e Paulo, formaram o primeiro casal ministerial da República, sendo assim algumas vezes lembrados pela imprensa. Revezando entre Brasília e Curitiba, a família, em Curitiba, residia no bairro Água Verde. Em agosto de 2019, Gleisi anunciou que havia se separado de Paulo Bernardo.
Em março de 2020 assumiu o relacionamento com o ex senador Lindbergh Farias. relacionamento veio ao fim no início do ano de 2022. Entretanto ao final do mesmo ano o relacionamento foi reatado.

## Desempenho em eleições
| Ano  | Eleição               | Partido | Cargo            | Votos     | %      | Resultado  | Ref    |
| ---- | --------------------- | ------- | ---------------- | --------- | ------ | ---------- | ------ |
| 2006 | Estaduais no Paraná   | PT      | Senadora         | 2.299.088 | 45,14% | Não eleita | [ 84 ] |
| 2008 | Municipal de Curitiba | PT      | Prefeita         | 183.027   | 18,17% | Não eleita | [ 85 ] |
| 2010 | Estaduais no Paraná   | PT      | Senadora         | 3.196.468 | 29,50% | Eleita     | [ 86 ] |
| 2014 | Estaduais no Paraná   | PT      | Governadora      | 881.857   | 14,87% | Não eleita | [ 87 ] |
| 2018 | Estaduais no Paraná   | PT      | Deputada Federal | 212.513   | 3,71%  | Eleita     | [ 88 ] |
| 2022 | Estaduais no Paraná   | PT      | Deputada Federal | 261.247   | 4,26%  | Eleita     | [ 89 ] |

## Controvérsias

### Operação Lava Jato - indiciamento e absolvição

#### Operação Lava Jato
O doleiro Alberto Youssef, condenado por corrupção passiva na ação penal dos desvios da Petrobras investigado pela Operação Lava Jato, afirmou em delação premiada que a campanha política de Gleisi Hoffmann nas eleições de 2010 recebeu R$ 1 milhão. Paulo Roberto Costa também condenado, confirmou a acusação e o valor. Segundo artigo publicado no jornal Folha de S.Paulo, "Youssef era parceiro do deputado federal André Vargas, que fazia parte do mesmo grupo político de Gleisi e do marido, Paulo Bernardo. Gleisi e Paulo Bernardo negam as acusações. Segundo o jornal Folha de S. Paulo, seu nome foi citado em janeiro de 2015 na delação premiada da Operação Lava Jato. Em 6 de março de 2015, o nome de Gleisi foi incluído na lista de políticos envolvidos na Operação Lava Jato, e o ministro Teori Zavascki do Supremo Tribunal Federal (STF), autorizou a instauração do Inquérito PET-5257, bem como a realização de diligências. Um julgamento realizado pelo STF em 23 de setembro de 2015 decide que Gleisi Hoffmann não será investigada pela força-tarefa da Lava-Jato. O argumento do relator do caso, o ministro Dias Toffoli, é que a Lava-Jato se dedica à corrupção na Petrobras e não em outros setores.

#### Indiciada pela PF e denunciada pelo MPF
Em março de 2016, a Polícia Federal indiciou Gleisi Hoffmann por corrupção passiva, na Operação Lava Jato, ao concluir que Gleisi e seu marido, o ex-ministro das Comunicações no governo Dilma, Paulo Bernardo, receberam R$ 1 milhão de propina oriunda de contratos da Petrobras.
Em 7 de maio de 2016, foi denunciada pelo Ministério Público Federal (MPF) na Operação Lava Jato, juntamente com o marido Paulo Bernardo e o empresário Ernesto Kruger Rodrigues, acusada de envolvimento em propinas na Petrobras.

#### Julgamento no STF e absolvição
Em 27 de setembro de 2016, a segunda turma do Supremo Tribunal Federal por unanimidade, aceitou a denúncia apresentada pela Procuradoria-Geral da República contra Gleisi na Operação Lava Jato.
Em 19 de junho de 2018, Gleisi foi julgada e absolvida pela segunda turma do Supremo Tribunal Federal das acusações de corrupção e lavagem de dinheiro na Operação Lava Jato. A segunda turma considerou que não há provas contra Gleisi e seu marido Paulo Bernardo e os dois foram absolvidos, assim como o empresário Ernesto Kugler Rodrigues, apontado como emissário do casal.

## Condecorações
- Honra ao Mérito, Associação de Mulheres de Negócios e Profissionais de Foz do Iguaçu/PR, 2003.
- Láurea de Homenagem e Reconhecimento-Movimento Pró-Paraná, Assembleia Legislativa do Estado do Paraná, 2003
- Certificado de Personalidade Amiga da Criança e da Cidadania, Associação de Futsal Planeta Bola - Francisco Beltrão/PR, 2005.
- Agradecimento Público da Administração, Centro de Ensino Superior de Foz do Iguaçu/PR (CESUFOZ), 2006.
- Homenagem ao Dia Internacional da Mulher, Câmara Municipal de Curitiba, em 2006.
- Medalha João Paulo II - Dedicação, atenção e compromisso em favor do Povo Paranaense, Conferência Nacional dos Bispos do Brasil (CNBB), Regional Sul II, em 2006.
- Honra ao Mérito, Federação Comunitária das Associações de Moradores de Curitiba e Região Metropolitana (FEMOCLAM), em 2007.
- Moção - 21 anos de fundação da Federação Comunitária das Associações de Moradores de Curitiba e Região Metropolitana (FEMOCLAM), Assembleia Legislativa do Estado do Paraná - Curitiba/PR, em 2007.
- Menção Honrosa - 25 anos da Fundação da Associação Paranaense de Apoio à Criança com Neoplasia (APACN), Assembleia Legislativa do Estado do Paraná, em 2008.
- Voto de Louvor e Congratulações - 22 anos da Federação das Associações de Moradores de Curitiba e Região Metropolitana (FEMOCLAM), Câmara Municipal de Curitiba, em 2008.
- Cidadã Honorária - Lei Municipal 12/02/2009, Câmara Municipal de São João do Triunfo/PR, em 2009.
- Medalha da Inconfidência, em 2013.[105]
- Cidadã Honorária de Paranavaí/PR, em 2014.[106]
- Ordem de Rio Branco - Grande Oficial, em 2023.[107]

## Publicações
- O PT no Senado (2017).[108]
- Muitos desafios e um compromisso (2017).[109]
- Brasil: a hora da competitividade (2013).[110]
- Sem favor ou generosidade (2011).[111]